# Wolfgang (label)
Pour les articles homonymes, voir Wolfgang.
 (février 2021).
Si vous disposez d'ouvrages ou d'articles de référence ou si vous connaissez des sites web de qualité traitant du thème abordé ici, merci de compléter l'article en donnant les références utiles à sa vérifiabilité et en les liant à la section « Notes et références ».
Wolfgang Entertainment (en français, divertissements Wolfgang) est un label québécois conçu à Montréal en mars 2008 par le chanteur québécois Garou. La première parution de l'étiquette est l'album 2lor en moi ? de la chanteuse française Lorie, sorti physiquement au Québec le 19 août 2008, et en format numérique deux mois plus tôt.

## Artistes représentés
- Garou (mondialement)
- Lorie (Canada seulement)